# 20 de novembre
El 20 de novembre o 20 de santandria és el tres-cents vint-i-quatrè dia de l'any del calendari gregorià i el tres-cents vint-i-cinquè en els anys de traspàs. Queden 41 dies per finalitzar l'any.

## Esdeveniments
Països Catalans
- 1490 - València: s'hi publica la primera edició de Tirant lo Blanc.
- 1794 - Pont de Molins (Alt Empordà): L'exèrcit francès guanya la batalla del Roure durant la Guerra Gran.
- 1898 - Badalona: Primera assemblea del cooperativisme català a la seu de la cooperativa La Bienechora a presidida per Narcís Duran Juera, amb la participació de 36 delegacions.
- 1915 - Barcelona: L'estrena de Borís Godunov, de Mússorgski, marca l'inici de l'esplendor de l'òpera russa al Liceu.
- 1932 - Se celebren Eleccions al Parlament de Catalunya, les úniques del període republicà, per constituir les institucions i passar d'un govern provisional a un d'estatutari amb Francesc Macià ratificat com a president i Lluís Companys com a president del Parlament.
- 1964 - La Bordeta (Sants-Montjuïc), Barcelona: funden Comissions Obreres de Catalunya a la parròquia de Sant Medir.[2]
- 2005 - Els Castellers de Sants descarreguen per primer cop el 2 de 8 amb folre al barri de Gràcia.
- 2007 - Artur Mas pronuncia la conferència El catalanisme, energia i esperança per a un país millor i exposa les línies per l'anomenada refundació del catalanisme.

Resta del món
- 284: Dioclecià és proclamat emperador romà.
- 1815 - París: Signatura del Tractat de París després de la desfeta de Napoleó Bonaparte en la batalla de Waterloo. Estableix una multa per França, que ha de tornar a les seves fronteres de 1720. A més a més, estableix l'abolició del comerç d'esclaus en els països signants.
- 1870 - Roma (Itàlia): supressió dels Estats Pontificis.
- 1910 - Mèxic: inicia oficialment l'aixecament armat del moviment social, polític i cultural anomenat "Revolució Mexicana" que transformaria el Mèxic del segle xx.
- 1921 - Queda dissolta l'efímera República de Mirdita.
- 1932 - Bretanya: Gwenn ha Du fa saltar les vies de tren entre Ingrandes i Champtocé-sur-Loire per evitar que Édouard Herriot posi els peus en terra bretona.
- 1936: Buenaventura Durruti, sindicalista i revolucionari anarquista, mort en la defensa de Madrid. A més, a la presó d'Alacant, és afusellat José Antonio Primo de Rivera (fundador de la falange espanyola).
- 1945 - Nüremberg: Comença el Judici de Nüremberg contra 24 criminals de guerra nazis.
- 1984 - Japó: Comença la publicació de Bola de Drac serialitzada a la revista setmanal Shūkan Shōnen Jump[3]
- 1989 - L'Assemblea General de les Nacions Unides adopta la Convenció sobre els drets de l'infant.
- 2012 - Goma, República Democràtica del Congo: El grup armat M23 pren la ciutat congolesa de Goma, a la frontera amb Ruanda.[4]

## Naixements
Països Catalans
- 1652 - Cardona: Manuel Mariano Ribera, religiós mercedari i cronista.
- 1834 - Vilanova i la Geltrú: Isabel Ventosa i Roig, religiosa fundadora de la congregació de les Darderes (m. 1895).[5]
- 1880 - Tarragona: Ricard Opisso i Sala, dibuixant i caricaturista català (m. 1966).
- 1882 - Cercs, Berguedà: Elena Jordi, actriu i empresària teatral de vodevil catalana, primera directora de cinema d'Espanya.[6]
- 1899 - Teià: Pau Civil i Costa, tenor català (m. 1987).
- 1927 - Sabadell: Xavier Oriach i Soler, pintor català.
- 1931 - Barcelona: Josep Fontana i Lázaro, historiador català i professor emèrit de la Universitat Pompeu Fabra (m. 2018).
- 1934 - València: Paco Ibáñez, cantautor valencià en castellà.
- 1936 - Barcelona: Eduard Punset i Casals, advocat, economista i divulgador científic català (m. 2019).
- 1947, Calataiud: Maria Eugènia Cuenca, advocada i política catalana d'origen aragonès, ha estat consellera i diputada.[7]

Resta del món
- 1602, Magdeburg, Regne de Saxònia: Otto von Guericke, físic alemany.
- 1841, Saint-Lin-Laurentides (Quebec) : Sir Wilfrid Laurier, nascut Henri-Charles-Wilfrid Laurier, fou el setè primer ministre del Canadà (m. 1919).[8]
- 1858, Mårbacka, Suècia: Selma Lagerlöf, escriptora sueca, Premi Nobel de Literatura 1909; primera dona guardonada en aquesta categoria (m. 1940).[9]
- 1865, París: Berthe Weill, marxant d'art francesa, primera galerista europea, descobridora de les avantguardes europees (m. 1951).[10]
- 1869, Tula: Zinaïda Guíppius, escriptora i poeta russa de l'edat de plata, figura clau del simbolisme rus (m. 1945).[11]
- 1886, Viena, Imperi Austrohongarès: Karl von Frisch, etòleg austríac, Premi Nobel de Medicina o Fisiologia de l'any 1973
- 1887, Roma: Flora Perini, mezzosoprano italiana, que desenvolupà la seva carrera arreu d'Europa, Sud-amèrica i els Estats Units.
- 1891, Richmond upon Thames, Surrey, Regne Unit: Reginald Denny, actor britànic.
- 1889, Marshfield, Missouri: Edwin Hubble, astrònom conegut per haver demostrat l'expansió de l'univers
- 1903, Peterhof, Rússia: Alexandra Danílova, ballarina i professora de ballet estatunidenca, d'origen rus.
- 1909, Berlín: Marianne Breslauer, fotògrafa i marxant alemanya.
- 1923, Springs, Unió Sud-africana: Nadine Gordimer, escriptora sud-africana en llengua anglesa, Premi Nobel de Literatura del 1991 (m. 2014).[12]
- 1925:
  - Moscou, Unió Soviètica: Maia Plissétskaia, ballarina de dansa clàssica d'origen rus i nacionalitzada espanyola el 1993 (m. 2015).[13]
  - Brookline, Massachusetts (EUA): Robert Francis Kennedy, també anomenat "RFK",era el segon germà més jove del President John F. Kennedy, i va ser designat pel seu germà com a Fiscal General. (m. 1968).[14]
- 1936, Nova York: Don DeLillo, escriptor nord-americà.
- 1942, Scranton, Pennsilvània: Joe Biden, 46è president dels Estats Units.[15]
- 1948, Stephens, Arkansas, EUA: Barbara Hendricks, soprano sueca, nascuda als Estats Units, i coneguda pel seu activisme en favor dels drets humans.
- 1950, 
  - Montoir-sur-le-Loir: Jacqueline Gourault, política francesa.[16]
  - Lianshui, Jiangsu (Xina): Li Yuanchao, polític xinès, vicepresident del Govern de la República Popular de la Xina (2013-).[17]
- 1956, Long Beach, Califòrnia: Bo Derek, actriu de cinema i exmodel estatunidenca.
- 1963, Coloane, Macau: Ming-Na Wen, actriu de cinema xinesa nacionalitzada estatunidenca.
- 1965, Chiba, Japó: Yoshiki Hayashi, líder del grup X Japan.
- 1966, Forest Park, Illinois: Jill Thompson, escriptora i dibuixant de còmics estatunidenca, guanyadora del Premi Eisner.[18]
- 1969, Landshut, Baviera: Wolfgang Stark, àrbitre internacional de futbol alemany.
- 1985, Madrid: Russian Red, pseudònim de Lourdes Hernández, cantautora d'indie i folk espanyola.[19]

## Necrològiques
Països Catalans
- 1229: Ermessenda de Rubió, abadessa del monestir de Vallbona de les Monges.[20]
- 1789: Giuseppe Chiesa Baratti, primer pintor professional establert a Maó (Menorca), iniciador de l'escola de pintura de Maó (n. 1720).
- 1932 - Sabadell: Marian Burguès i Serra, ceramista i lliurepensador català.
- 1936 -
  - Alacant: José Antonio Primo de Rivera, polític ultradretà espanyol, fundador de Falange Española.
  - Sabadell, Vallès Occidental: Paco Mutlló i Noguera, industrial, banquer i polític.
- 1941 - Premià de Dalt, el Maresme: Salvador Castells i Mas, polític català represaliat pel franquisme.
- 1960 - Barcelona: Maria Pi i Ferrer, mestra, activista política, escriptora catalana.[21]
- 1990 - Barcelona: Maria del Carme Nicolau Massó, escriptora, periodista i traductora catalana (n. 1901).[22]
- 1993 - Sabadell, Vallès Occidental: Pilar Tous i Forrellad, poetessa i assagista catalana (n. 1899).[23]
- 2006 - Barcelona: Francesc Mitjans i Miró fou un arquitecte i urbanista català,
- 2019 - Barcelona: Purita Campos, dibuixant de còmics, il·lustradora i pintora catalana (n. 1937).[24]

Resta del món
- 855, Constantinoble: Teoctist, eunuc i alt funcionari de l'Imperi Romà d'Orient.
- 1518, Courtrai: Pierre de La Rue, compositor francoflamenc del Renaixement (n. 1452).
- 1833, Roma: Maria Rosa Coccia, clavicembalista i compositora italiana, Mestra de capella.[25]
- 1880, Göteborg: Carl Israel Sandström, organista, professor i compositor suec
- 1886, Londres: Rebecca Solomon, dibuixant i pintora anglesa prerafaelita interessada a denunciar la injustícia social (n. 1832).[26]
- 1910, Astapovo, Imperi Rus: Lev Tolstoi, escriptor rus (82 anys).
- 1921, Estocolm: Christina Nilsson, cantant d'òpera sueca amb veu de soprano.[27]
- 1924, Berlín: Dora Hitz, pintora alemanya de la Secessió de Berlín (n. 1856).[28]
- 1930, La Haia, Països Baixos: Aletta Ruijsch, pintora i dibuixant holandesa (n. 1860).[29]
- 1936, Madrid, Espanya: Buenaventura Durruti, anarcosindicalista espanyol, militant de la CNT.
- 1945, Cambridge (Regne Unit): Francis William Aston, físic i químic anglès, Premi Nobel de Química de 1922 (n. 1877).
- 1947, Basilea, Suïssa: Wolfgang Borchert, escriptor i pacifista.
- 1964 - París: Sophie Fillières, guionista i directora francesa (m. 2023).
- 1975, Madrid, Espanya: Francisco Franco, general colpista i cap de l'estat espanyol. Dictador (1939-1975)
- 1978: Leslie Hurry, artista i escenògraf de ballet, teatre i òpera
- 1984, Bilbao: Santiago Brouard Pérez, metge i polític basc, assassinat pels GAL (n. 1919).
- 1989, Madrid: Josu Muguruza Guarrotxena, periodista i polític basc, assassinat per elements d'extrema dreta (n. 1958).
- 1989, Palerm, Sicília: Leonardo Sciascia, escriptor i polític sicilià (68 anys).
- 2002, Bad Ragaz, Cantó de Sankt Gallen, Suïssa: Niddy Impekoven, coreògrafa i ballarina alemanya.
- 2014, Sevilla: Cayetana Fitz-James Stuart, aristòcrata espanyola, cap de la Casa d'Alba (n. 1926).[30]
- 2015:
  - Kitanoumi Toshimitsu, lluitador de sumo.
  - Agustín Mantilla, economista, sociòleg i polític peruà.
- 2018, Cambridge (Anglaterra): Aaron Klug, químic britànic d'origen lituà, Premi Nobel de Química de l'any 1982 (n. 1926).
- 2019, Little Rock: Mary Lowe Good, química inorgànica que realitzà recerca industrial (n. 1931).[31]

## Festes i commemoracions
- Dia de la Infància
- Santoral: sants Basili d'Antioquia, Crispí d'Écija, bisbe; Procle de Constantinoble, bisbe; Edmon d'Ànglia de l'Est, rei i màrtir; beates Montserrat Llimona i Planes (Molins de Rei, 1860 - Paterna, 1936), Isabel Ferrer i Sabrià (Vilanova i la Geltrú, 1852 - Paterna, 1936), Josefa Mongoche i Homs (Ulldecona, 1859 - Paterna, 1036), Teresa Jiménez i Baldoví (Sant Martí de Provençals, 1885 - Paterna, 1936) i Gertrudis Suris i Brusola (Barcelona, 1899 - Paterna, 1936), màrtirs
- Festa Local de Sant Iscle de Vallalta a la comarca del Maresme
- Dia de les Lletres Valencianes
- Dia de la Memòria Transgènere